# Dipturus innominatus
Dipturus innominatus és una espècie de peix de la família dels raids i de l'ordre dels raïformes.

## Morfologia
- Els mascles poden assolir 240 cm de longitud total.[1][2]

## Reproducció
És ovípar i els ous tenen com unes banyes a la closca.

## Hàbitat
És un peix marí, d'aigües profundes i demersal que viu entre 15-1.310 m de fondària.

## Distribució geogràfica
Es troba a l'oceà Pacífic sud-occidental: és un endemisme de Nova Zelanda.

## Observacions
És inofensiu per als humans.